# Гессит

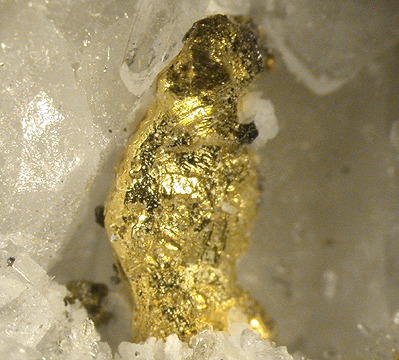
Гессит

Гесси́т (рос. гессит; англ. hessite; нім. Hessit m) — мінерал, телурид срібла.

## Етимологія та історія
Названий на честь російського фізико-хіміка Германа Гесса (1802—1850).

## Загальний опис
Хімічна формула: 4[Ag2Te]; Ag може заміщуватися Au з утворенням петциту.
Домішки: свинець, залізо. Містить (%): Ag — 62,86; Te — 37,14.
Сингонія моноклінна. Масивний, щільний, іноді тонкозернистий.
Твердість 2—3.
Густина 8,24—8,45.
Блиск металічний.
Колір свинцевий до сіро-сталевого. Анізотропний. Злам рівний. Непрозорий.
Зустрічається в гідротермальних жилах разом з іншими телуридами, золотом, галенітом і телуром. Рідкісний.